# I. Joachim brandenburgi választófejedelem
I. Joachim Nestor, vagy magyarosan I. Joachim Nesztór (Cölln, 1484. február 21. vagy 1484. február 24. – Stendal, 1535. július 11.) 1499-től brandenburgi választófejedelem, a Hohenzollern-ház tagja.

## Élete
III. Vilmos türingiai tartománygróf és Habsburg Anna magyar hercegnő unokájaként Albert magyar király és Luxemburgi Erzsébet magyar királyné dédunokája, valamint Zsigmond magyar király és Cillei Borbála ükunokája.
Művelt, humanista uralkodóként tartja számon az utókor. 1506-ban egyetemet alapított az Odera-menti Frankfurt városában.
Bírói és igazgatási reformjai kiemelkedőek. 1516-ban parancsára állították fel a legfelsőbb tartományi bíróságot, egy évvel később pedig kiadta Constitutio Joachimica című törvénykönyvét.
A püspökökkel szemben a világi hatalom elsőbbségét hirdette, egyúttal a reformáció ellenzője volt. Dán felesége kérésére azonban mégis felvette a lutheránus hitet.
Az I. Ferenc francia király és V. Károly német-római császár közötti harcok során Franciaországgal szimpatizált, de politikai megfontolásból mégis a német császárral szövetkezett.
Utódja a fia, II. Joachim lett, aki már nem volt olyan körültekintő mint apja, sőt halála után óriási államadósságot hagyott hátra.